# Phaenomys ferrugineus
Phaenomys ferrugineus (Thomas, 1894) è un roditore della famiglia dei Cricetidi, unica specie del genere Phaenomys (Thomas, 1917), endemico del Brasile.

## Descrizione

### Dimensioni
Roditore di medie dimensioni, con la lunghezza della testa e del corpo tra 148 e 170 mm, la lunghezza della coda tra 187 e 202 mm, la lunghezza del piede tra 31 e 34 mm, la lunghezza delle orecchie tra 17 e 20 mm e un peso fino a 103 g.

### Caratteristiche craniche e dentarie
Il cranio presenta un rostro lungo e sottile, la scatola cranica allungata e rotondeggiante, la regione inter-orbitale stretta e leggermente concava e i fori palatali sono lunghi. Gli incisivi sono lisci, robusti ed opistodonti, ovvero con le punte rivolte verso l'interno, i molari sono larghi, brachiodonti, ovvero con la corona bassa e di forma arrotondata.
Sono caratterizzati dalla seguente formula dentaria:

### Aspetto
La pelliccia è lunga, densa e liscia. Le parti dorsali sono bruno-rossastre, i fianchi sono più chiari, mentre le parti ventrali sono bianco-giallastre. La base dei peli è ovunque grigio scura. Le orecchie sono scure con la base ricoperta da piccoli peli scuri, corte ed arrotondate. I piedi sono corti e larghi, il dorso delle zampe è bruno-rossastro, con una macchia bianca alla base delle prime tre dita. Il quinto dito del piede è lungo e raggiunge quasi la metà della seconda falange del quarto dito. Gli artigli sono nascosti da ciuffi di lunghi peli chiari. La coda è più lunga della testa e del corpo, è uniformemente grigia o marrone scura ed è ricoperta di piccoli peli scuri. Le femmine hanno 4 paia di mammelle. Il cariotipo è 2n=78 FN=114.

## Biologia

### Comportamento
Si tratta probabilmente di una specie arboricola.

## Distribuzione e habitat
Questa specie è endemica delle foreste atlantiche degli stati brasiliani sud-orientali di Minas Gerais, Rio de Janeiro e San Paolo.
Vive nelle dense foreste umide tra 900 e 1.600 metri di altitudine.

## Conservazione
La IUCN Red List, considerata l'estensione del proprio areale di circa 12.000 km², la presenza in meno di 10 località e il continuo declino nell'estensione e nella qualità del proprio habitat, classifica P.ferrugineus come specie vulnerabile (VU).